# Roman Pasicznyczenko
Roman Serhijowycz Pasicznyczenko, ukr. Роман Сергійович Пасічниченко (ur. 17 czerwca 1981) – ukraiński piłkarz, grający na pozycji obrońcy.

## Kariera piłkarska

### Kariera klubowa
Wychowanek Dnipra Dniepropetrowsk, w którym rozpoczął karierę piłkarską. Występował najpierw w składzie drugiej drużyny, a 23 września 2001 debiutował w Wyszczej lidze w meczu z Metałurhiem Donieck (0:2). W sezonie 2002/03 bronił barw najpierw Polihraftechniki Oleksandria, a potem Podilla Chmielnicki. Następnie występował w klubach Zoria Ługańsk, MFK Mikołajów i Stal Dnieprodzierżyńsk. Latem 2007 podpisał kontrakt z drugoligowym zespołem Stal Ałczewsk. Po zakończeniu sezonu 2009/10 wyjechał do Uzbekistanu, gdzie został piłkarzem Kyzył-Kum Zarafszan. Na początku 2012 przeszedł do Nywy Winnica. W lipcu 2012 zasilił skład Kreminia Krzemieńczuk.

### Kariera reprezentacyjna
Na juniorskich Mistrzostwach Europy U-18 rozgrywanych w 2000 roku w Niemczech występował w reprezentacji Ukrainy. Następnie bronił barw reprezentacji Ukrainy U-20 na Mistrzostwach świata U-20.

## Sukcesy i odznaczenia

### Sukcesy klubowe
- brązowy medalista Mistrzostw Ukrainy: 2001

### Sukcesy reprezentacyjne
- wicemistrz Europy U-18: 2000
- uczestnik turnieju finałowego Mistrzostw świata U-20: 2001